# Битва за Ковель
Битва за Ковель — эпизод украинско-польской войны 1918—1919 годов.
24 ноября 1918 года польские войска заняли Холмщину и вступили в район Владимир-Волынского. 22 декабря 1918 года на Волынь вступили войска Симона Петлюры — Северная группа Армии УНР. 3 января 1919 года польские силы вошли на территорию Волыни, которую оставляли немецкие оккупационные войска. 3-14 января группа генералов Ридз-Смиглы и Ромера, полковника Сандецького, разбив гарнизоны Директории, заняли Ковель и Владимир-Волынский. До 14 января все ключевые населенные пункты контролировались поляками.
В этом походе польские войска столкнулись с силами Директории УНР, которые оказали полякам сопротивление, но вынуждены были отступить. Силы Директории совместно с частями армии ЗУНР создали на Волыни Холмско-Волынский фронт — атаман Шаповал, и Северо-Западный фронт — атаман Оскилко, перед ними стояла задача во второй половине января отбросить польские войска за реки Буг и Сан, заняв Владимир-Волынский и Ковель. Северо-западный фронт организовал Владимиро-Волынскую ударную группу в 5000 штыков и сабель при 6 орудиях для захвата Владимира-Волынского. Холмский фронт — Ковельскую ударную группу в 1500 штыков и сабель при 2 орудиях для освобождения Ковеля. К Ковельской группе принадлежали отделы 1, 2 и 4-го полков и некоторые отдельные шалаши, которые были там до прихода серожупанников, наиболее боеспособный Кальницкий стрелковый шалаш и орудийная батарея хорунжего Ковшар. Украинские крестьяне были против польского господства и организовывали восстания в тылу польских военных частей. 21 января войска УНР численностью до 6500 человек при 8 орудиях двинулись в Ковель и Владимир-Волынский. 22 января в результате ожесточенных боев украинские подразделения овладели городами. Однако Ковель и Владимир-Волынский находились под контролем Украины недолго — в тылу ЗУНР и УНР шла борьба с большевиками. Уже 23 января поляки заняли Владимир-Волынский, 4 февраля — Ковель, украинские войска отходят за реку Стоход.

## Определенное непонимание коммунистических настроений
В январе 1919 года из Бродов в Радивилова прибыла сотня Украинской Галицкой Армии под руководством четаря Наливайко и с двумя скорострилами; галичан встретили с почестями и гимном «Ще не вмерла Україна». Однако по-большевистски настроенная часть воинов 1-го Волынского полка совершила переворот и разоружила прибывших, заставила покинуть город, в Броды отправился и атаман Боровой со своим отрядом.